# Sophronica fuscipennis
Sophronica fuscipennis är en skalbaggsart som beskrevs av Stefan von Breuning 1969. Sophronica fuscipennis ingår i släktet Sophronica och familjen långhorningar.
Artens utbredningsområde är Ghana. Inga underarter finns listade i Catalogue of Life.